# 利比里亚交通
利比里亚交通（Transport in Liberia）是指西非国家利比里亚的交通运输及概况。

## 公路

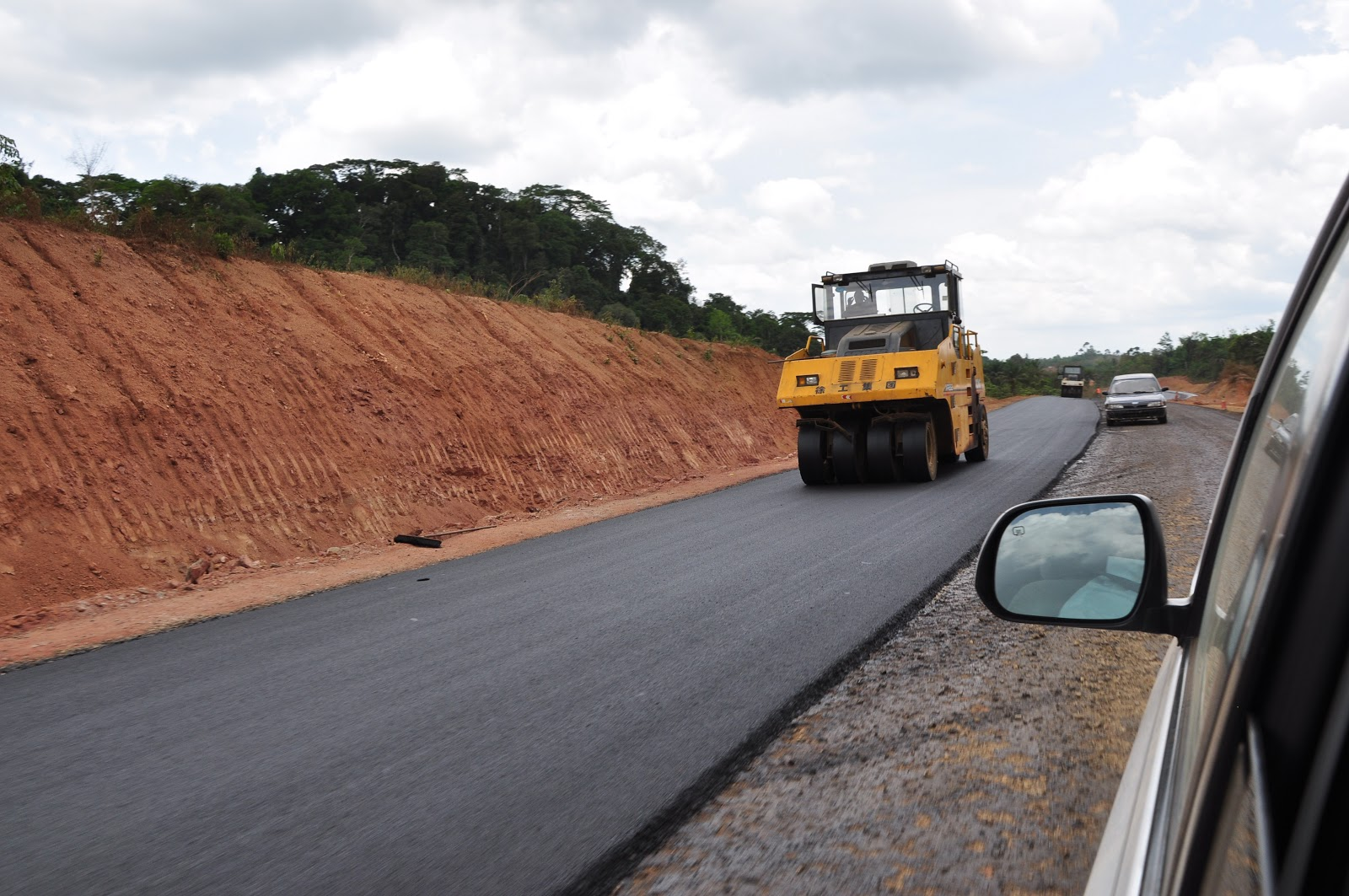
由中国援助修建的柏油公路

2021年，賴比瑞亞國内公路总长10600公里，其中全天候公路2036公里，柏油路739公里。内战期间受损较严重。但在国际社会援助下，该国的公路已开始逐步修复。利比里亚也参与了非洲西部沿海橫貫高速公路的建设工程。

## 铁路

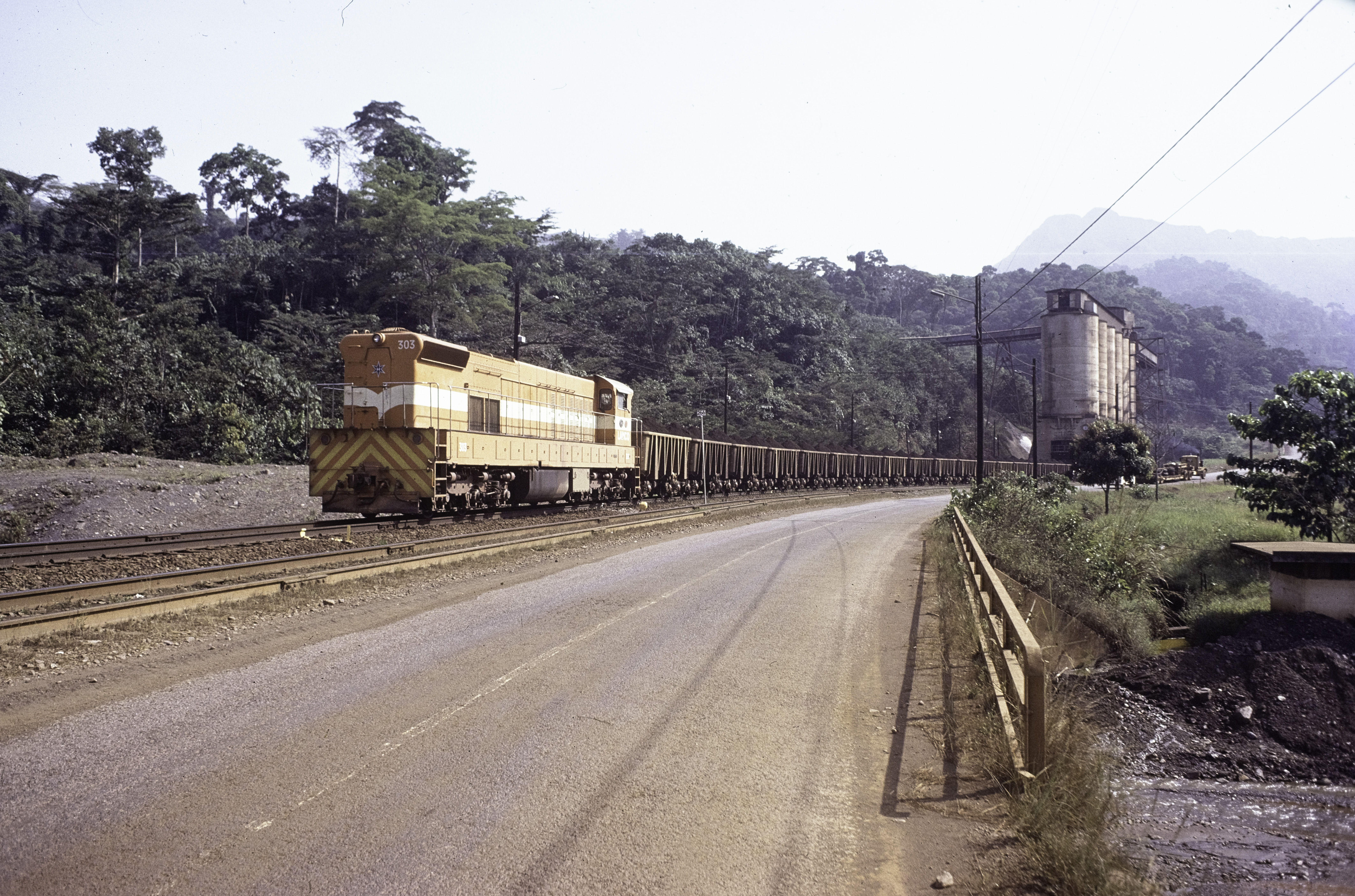
一列货车行驶在布坎南至耶凯帕矿山铁路上

自19世纪70年代以来，利比里亚即有修建铁路的计划，但因为政局不稳定以及资金匮乏未能修建。1960年，第一条由蒙罗维亚经杜伯曼堡至馬諾河矿山的铁路通车，此后，在美国、瑞典、德国等国的援助下，利比里亚又修建了布坎南至耶凯帕矿山线、蒙罗维亚至邦县矿山的铁路，其中145公里為窄軌鐵路。均由各採礦公司經營，用於鐵礦砂運輸，在內戰期間遭到嚴重破壞並曾经一度停運。目前，布坎南至耶凯帕矿山线已由安賽樂米塔爾钢铁公司修复并使用；从蒙罗维亚至邦县矿山的铁路则由中利联投资有限公司进行修复和延长，已可以初步使用。
该国目前暂无连接邻近国家的国际铁路，但利比里亚政府已经开始规划修建通往几内亚等国的国际铁路。

## 水运

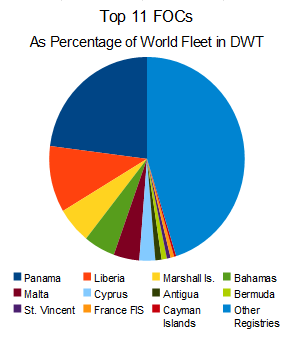
2009年，利比里亚成为仅次于巴拿马的第二大权宜船旗登记国家

由於賴比瑞亞低廉的船舶登記費用，賴比瑞亞成為了与巴拿马、马绍尔群岛齐名的權宜籍船舶登記國家，並由位於美國的Liberian International Ship & Corporate Registry代表賴比瑞亞共和國政府海事部门核發船舶國籍登記證書等相關事宜。2008年有2204艘船舶懸掛賴比瑞亞國旗，其中大多數是美國、希臘公司的船舶，藉以減輕稅務上的負擔。而賴比瑞亞本國船舶數量较少，自1961年起，才開始有定期的客輪往返于蒙罗维亚与法國馬賽、剛果黑角等海港。國內有蒙羅維亞自由港、格林維爾、哈珀、布坎南等海港，但多年久失修，仅部分泊位可用。2009年前3季度，共装卸货物100万吨。布坎南港在內戰前主要用于运输铁矿砂和木材，现港口本身仍可使用，但装卸和仓储设施已几乎被破坏殆尽。

## 空运

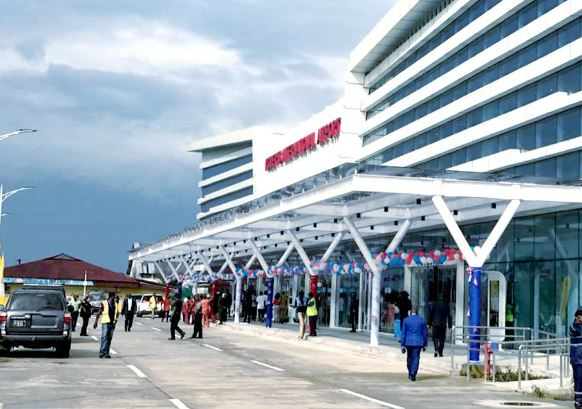
罗伯茨国际机场

罗伯茨国际机场是利比里亚唯一的国际机场，位于马及比县的哈贝尔，目前正在逐步修复和扩建。利比里亚暂未拥有航空公司，国际航空业务主要由摩洛哥皇家航空、布魯塞爾航空、肯亞航空等航空公司经营。2012年以后，冈比亚等国开通直达利比里亚的航线。2014年，该国暴发埃博拉疫情期间，多家航空公司停航，目前多已恢复。